# Hans Wilhelm Bärensprung
Hans Wilhelm (August Ludwig) Bärensprung (* 8. November 1800 in Schwerin; † 25. Oktober 1844 ebenda) war ein deutscher Hofbuchdrucker und Verleger in Schwerin.

## Leben
Hans Wilhelm Bärensprung entstammte der von Wilhelm Bärensprung begründeten Familie der Schweriner Hofbuchdrucker. Sein Vater war der Hofbuchdrucker (Christian) Johann (Wilhelm) Bärensprung. Er verlor in früher Kindheit seinen Vater. Nach dem Besuch des Gymnasiums in Schwerin war er ab 1818 Setzerlehrling in der Bärensprungschen Gesellschaft und bis 1824 unter der Vormundschaft seines Onkels Justus Heinrich Christoph Bärensprung. Parallel zur Lehre absolvierte er ein Jurastudium in Heidelberg. 1824 wurde er für volljährig erklärt und mit dem Privileg des Herzoglichen Hofbuchdruckers versehen. 1824 heiratete er die Sängerin Margareta Helena Friederica Pühler (1805–1834). Unter seiner Leitung entwickelte sich die Hofbuchdruckerei zu einem leistungsfähigen Druckunternehmen mit modernen Maschinen und zu einem der größten Verlage Mecklenburgs. Nach dem Tod seines Onkels Justus Heinrich Christoph übernahm er von 1832 bis 1834 die Redaktion des Freimüthigen Abendblatts, das danach von Friedrich Ludwig Schweden und Eduard Hobein weitergeführt wurde. Nach seinem Tod übernahm sein Sohn Friedrich Wilhelm die Hofbuchdruckerei.
Ab 1831 war er Mitglied und von 1835 bis 1838 Vorstand des Bürger-Ausschusses in Schwerin und ab 1835 Mitglied im Verein für mecklenburgische Geschichte und Altertumskunde. Er befasste sich mit Theatergeschichte und schrieb dazu die Theaterberichte und -kritiken im Freimüthigen Abendblatt. 

## Schriften (Auswahl)
- Materialien zu einer Geschichte des Theaters in Mecklenburg-Schwerin von dem Beginne theatralischer Vorstellungen bis zum Schlusse des Jahres 1779. In: Jahrbücher des Vereins für mecklenburgische Geschichte und Altertumskunde (Band 1. 1836)
- Versuch einer Geschichte des Theaters in Mecklenburg-Schwerin. Von den ersten Spuren theatralischer Vorstellung bis zum Jahre 1835. (1837)